# Kalligrafiblomma
Kalligrafiblomma (Edithcolea grandis) är en monotypisk art i familjen oleanderväxter från södra Afrika. 